# アウトドローム・モスト
アウトドローム・モスト（Autodrom Most）は、チェコ共和国のモストにあるサーキット。

## 概要
モストは以前からオートバイや自動車レースが開催されることで知られており、自動車、トラック、オートバイレースやサーキット走行の他、開発車両の試乗、消防車、救急車、パトカーの訓練などにも使用されている。
2021年よりスーパーバイク世界選手権の一戦として開催されている。
2021年、世界ツーリングカーカップの一戦として開催され、2022年のレースカレンダーに組み込まれる予定だったが、ロシアのウクライナ侵攻の影響で開催がキャンセルされた。